# 토머스 A. 카린
토머스 A. 칼린(Thomas A. Carlin, 1928년 12월 10일 ~ 1991년 5월 6일)은 미국의 배우이다.
시카고에서 태어났으며 뉴로셸에서 사망하였다.

## 출연 작품
- 패밀리 비지니스 (1989년)
- 암흑가의 투캅스 (1981년)
- 캐디쉑 (1980년)